# Poul Erik Tøjner
Poul Erik Tøjner (* 25. Februar 1958 in Skanderborg) ist ein dänischer Museumsdirektor und Kunstkritiker. Seit 2000 ist er Direktor des Louisiana Museum of Modern Art in Humlebæk, Dänemark.

## Leben
Poul Erik Tøjner studierte Philosophie und Skandinavistik an der Universität Kopenhagen, wo er 1987 seinen Mastertitel und 1991 mit einer Dissertation über Søren Kierkegaard ein Lizenziat erlangte. Als Literatur- und Kunstkritiker war er zunächst bei der überregionalen dänischen Zeitung Kristeligt Dagblad (1984–1987), dann bei Dagbladet Information (1987–1989) und bei der Wochenzeitung Weekendavisen (1989–2000) aktiv. Bei Weekendavisen war er von 1997 bis 2000 außerdem Kulturredakteur und einer der Chefredakteure. Im Jahr 2000 übernahm er die Stelle des Direktors des Louisiana Museums für Moderne Kunst und wurde 2007 Mitglied der Dänischen Akademie. Er ist darüber hinaus Mitglied des Verlags Gyldendal, der Universität Kopenhagen und der C. L. David Kunstsammlung in Kopenhagen.